# アンソニー・タウンズ
アンソニー・タウンズ（Anthony Towns, 1978年6月21日 - ）は、オーストラリア出身のコンピュータプログラマ。メルボルン生まれ。
長年Debianのリリースマネージャ、ftpmasterチームメンバーとして携わり、のち、2006年4月17日から2007年4月17日までDebianプロジェクトリーダーを務めた。彼は1990年代後半にクイーンズランド州ブリスベンに移り住んでから、linux.conf.auの主催組織で、アンドリュー・トリジェルなど著名なオーストラリアのFOSS開発者が参加するLinuxユーザー組織、Linux Australiaの書記も務め、またクイーンズランド大学のUNIXユーザーグループHUMBUGのアクティブメンバーとして活動している。

## Debian
アンソニー・タウンズは1998年初頭にDebianプロジェクトに参加した。彼はDebianバグ追跡システム（BTS）並びに、彼が作成した、Debianオペレーティングシステム上のネットワーク初期化スクリプトifupdownの改善に多大なる貢献をしている。
彼はまた、パッケージアーカイブの改善ならびにリリースプロセスの策定に関しても取り組んでいる。2000年、彼はリチャード・ブラークマン(Richard Braakman)に代わってDebianリリースマネージャに就任し、同年8月、無事Debian GNU/Linux 2.2 (コードネーム: potato)リリースに漕ぎ着けた。
ジェームズ・トループ(James Troup)により、パッケージプールというDebianアーカイブの新しい形成手法が取り入れられてから少し経って、同年にアンソニー・タウンズはtesting(テスト版)という、Debianパッケージのunstable(不安定版)からのパッケージの伝播の受け皿となるディストリビューションを作成した。このtestingはリリース前になるとパッケージのバージョンアップグレードを停止し、リリースに障害となる重大なバグ(Release Critical bugs, RC bugs; リリースクリティカルバグ)の修正に全力を注ぐため、frozenというリリースになる。そしてRC bugsが0になるとstable(安定版)として正式にリリースされる。
タウンズは2002年にDebian GNU/Linux 3.0 (コードネーム: woody)がリリースされる間もリリースマネージャの地位にとどまった。彼は2004年までリリースマネージャを務め、彼が以前助力していた2人、Steve Langasekとコリン・ワトソン(Colin Watson)に正式にその地位を譲った。この間、リリースプロセスがやや停滞し、Debian GNU/Linux 3.1 (コードネーム: sarge)のリリース準備の完了は2005年にずれこんだ。
2004年、彼は、一般決議2004-003(General Resolution 2004-003)の厳密な解釈に基づき、Debian社会契約、Debianフリーソフトウェアガイドラインの適用範囲を文書、ファームウェア、画像などDebianに含まれるあらゆるものに拡大する旨の議決を提起した。のちにこの提起内容を含む一般決議2004-004(General Resolution 2004-004)が提出されたが、Debian開発者の大多数はsargeリリース後まで議決延期とする案に投票した。このことは様々な問題を提起している。詳細は、Debianフリーソフトウェアガイドライン#ソフトウェア以外の内容を見よ。

### リーダーシップ
彼は、2005年のDebianプロジェクトリーダー(Debian Project Leader; DPL)選挙に出馬したが、有効23票差でブランデン・ロビンソンに敗北した。彼は2006年にも再度出馬し、2006年4月9日に新しいDebianプロジェクトリーダーに選出された。彼の任期は2006年4月19日より開始している。タウンズは、DPL選挙にてプロジェクト史上2番目の僅差で選出された開発者であった。そして、彼はプロジェクト史上初の、プロジェクトリーダー解任動議に在任中に直面することとなる（理由は後述）。またこれもプロジェクト史上初だが、Debian開発者によるDPLの再承認に関しても発議されている。
ヨーロッパにおいて開催されるDebianに関する非常に多くの作業のため、タウンズは"Debian Second in Charge" (2IC; 副リーダー)という役職を設けた。これは議論のリード、開発者の支援を行うため、彼よりもむしろプロジェクトを代表する"次点"のリーダー候補が最適であると位置づけており、スティーブ・マッキンタイアーが就任した。
2006年9月、Debianの次期バージョンetchを予定どおり2006年12月4日にリリースさせるための資金調達計画Dunc-Tankが発表された。タウンズのDunc-Tankへの関与は、Dunc-TankプロジェクトがDebianプロジェクトの公式の総意ではないことを明らかにする目的で、未だ嘗て見たことのない、彼のDebianプロジェクトの指導権剥奪を求める程の激しい非難を呼んだ。幾人かの開発者は、この計画に対抗し費用が支払われない作業を遅滞させた。この計画は実際に始動したものの、期待むなしく、予定であったetchの2006年12月中のリリースは達成されず、結局2007年4月のリリースとなった。にもかかわらず、タウンズはDunc-Tankとの対立は結果的にetchリリースの品質向上につながったことを強調しており、Dunc-Tankプロジェクトの成果を肯定的にとらえている。
2007年、タウンズはDPL任期満了後、再度DPL選挙に出馬したが当選しなかった。これはプロジェクトの歴史においては、ビーデール・ガービー以来である。